# 洛维萨核电站

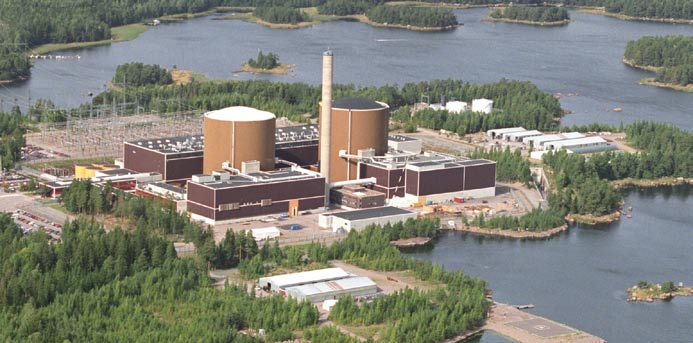
洛维萨核电站

洛维萨核电站（芬蘭語：Loviisan ydinvoimalaitos）是位于芬兰洛维萨市附近的核电站，有两座苏联设计的VVER-440/213压水反应堆，每座的容量为507百万瓦特。此核电站是芬兰两座核电站之一，另一个为奥尔基洛托核电站。
核电站的两个反应堆分别在1977年和1980年开始商业运行。为了符合芬兰有关核能的条例，西欧的公司为核电站提供设备和工程专业技术。这种混合西方和苏联的核电站项目在当时不是很常见的。